# Силвестер Леваи
Силвестер Леваи (мађ. Lévay Szilveszter; Суботица, 16. мај 1945) мађарски је композитор родом из Војводине, Србије.
Рођен у Суботици 16. маја 1945, почео је са осам година своје школовање у музичкој школи. Од 1962. радио је по целој Европи, да би 1972. дошао у Минхен. Од 1980. до 2000. живео и радио је у Холивуду где је компоновао музику за филм. Данас живи са супругом у Бечу и Минхену и бави се компоновањем мјузикла.

## Композиције (избори)
- (немачка песма за Песму Евровизије 1977, група Silver Convention)
- (група Silver Convention, успело прво место у америчкој хитпаради)
- Музика за филм „Cobra“ са Силвестером Сталонеом
- Музика за филм „Navy SEALs“ (Окорели специјалци) са Чарлијем Шином
- Мусика за филм „Hot Shots“ са Чарлијем Шином
- (мјузикл)
- (1992, мјузикл)
- (1999, мјузикл)
- (2006, мјузикл)
- (2006, мјузикл)